# Srednja Afrika
██ Centralna Afrika
██ Srednja Afrika (UN-ova subregija)
██ Srednjoafrička Federacija (propala)
Srednja ili centralna Afrika je središnja regija afričkog kontinenta u koju se često ubrajaju:
- Burundi
- Čad
- Demokratska Republika Kongo
- Ruanda
- Srednjoafrička Republika

Srednja Afrika (engl. Middle Africa; termin koji koriste Ujedinjeni narodi u svojoj kategorizaciji geografskih subregija), analogni termin koji označuje dio Afrike južno od pustinje Sahare, istočno od Afričkog udubljenja i zapadno od Velike rasjedne doline. Regijom dominira rijeka Kongo i njeni pritoci koji zajedno čine iza Amazone drugi po veličini slijev na svijetu. Prema UN-u Srednju Afriku čini devet zemalja:
- Angola
- Čad
- Demokratska Republika Kongo
- Ekvatorska Gvineja
- Gabon
- Kamerun
- Kongo (Republika Kongo)
- Sveti Toma i Princip
- Srednjoafrička republika

Sve države koje se nalaze u UN-ovoj subregiji Srednja Afrika zajedno s onima koje se obično smatraju dijelovima Srednje Afrike (dakle 11 zemalja) tvore Ekonomsku zajednicu srednjoafričkih država (Economic Community of Central African States).
Srednjoafričku Federaciju (1953-1963), koja se također nazivala Federacija Rodezija i Nyasaland, tvorile su današnje države Malavi, Zambija i Zimbabve, koje se sada smatraju dijelovima Južne i Istočne Afrike.

## Gospodarstvo
Uzgoj kave, kakaa i kaučuka u komercijalne svrhe. Plodored poljoprivrednih kultura naširoko se primjenjuje, a pisang (vrsta banane), jam (slatki krumpir) i taro (tropska gomoljika) okosnica su prehrane ekvatorijalne regije. Tapioka, sijerak i proso glavni su prehrambeni usjevi u savanskim područjima. Uzgoj stoke ograničena je na područje bez ce-ce muha (sjever i jug regije), dok su ribe rijeka u unutrašnjosti važan izvor bjelančevina. 
U rudnicima DR Konga i Kamerunu kopaju se bakar, kobalt, cink i kositar; dijamanti u Srednjoafričkoj republici i DR Kongu i mangan u Gabonu. Republika Kongo, Kamerun, Gabon i DR Kongo imaju znatne zalihe nafte, koja je također nedavno otkrivena i u Čadu. Palmino ulje i kaučuk prerađuju se za izvoz.

## Vanjske poveznice
Sestrinski projekti
|  | Zajednički poslužitelj ima još gradiva o temi Srednja Afrika |